# 佐間古墳群

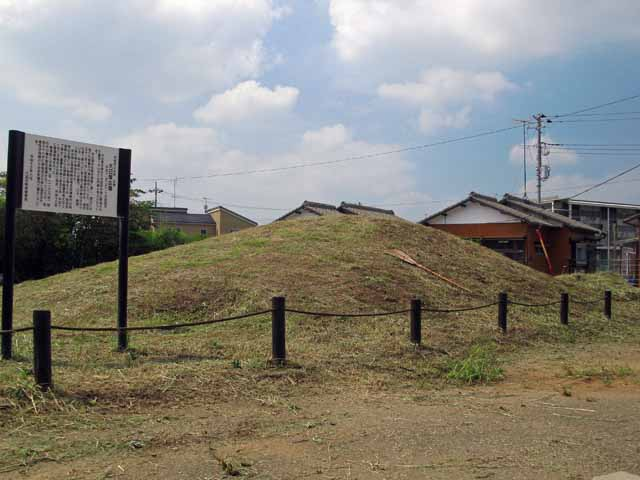
大日塚古墳

佐間古墳群（さまこふんぐん）は、埼玉県行田市にある古墳群。旧忍川の右岸、自然堤防上に形成された古墳群である。古墳の多くはすでに破壊され、大日塚古墳と諏訪古墳の2基が現存する。
1977年（昭和52年）に大日塚古墳（行田市No.40遺跡）の発掘調査が行われ、3つの主体部が検出された。
1980年（昭和55年）に行田市No.41遺跡の第1次発掘調査が行われ、2基の古墳址（佐間1号・2号墳）が発見された。1989年（平成元年）第2次調査でさらに1基（3号墳）、1992年（平成4年）第3次調査でも4基（4号〜7号墳）が発見された。

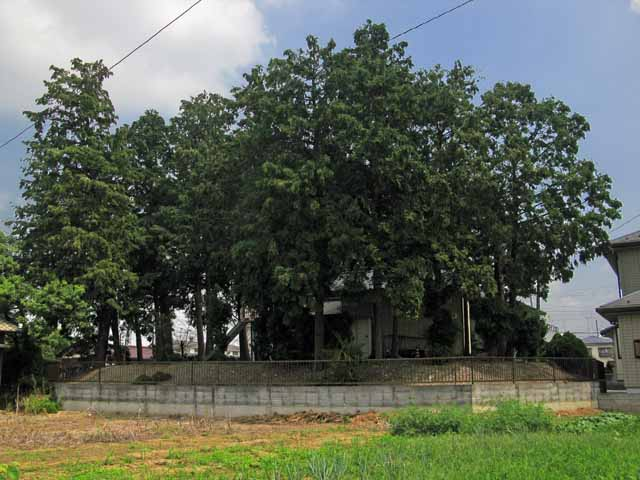
諏訪古墳